# Franz von Papen
Luitenant-kolonel Franz Joseph Hermann Michael Maria von Papen (Werl, 29 oktober 1879 - Obersasbach, 2 mei 1969) was een Duitse edelman, officier van de Generale Staf en politicus. Hij was rijkskanselier van Duitsland in 1932 en in 1933-1934 vicekanselier onder Adolf Hitler. Hij behoorde tot de groep naaste adviseurs van president Paul von Hindenburg in de nadagen van de Weimarrepubliek. Met name Von Papen geloofde dat Hitler in bedwang kon worden gehouden zodra hij in de regering zat en daarom overtuigde hij Hindenburg om Hitler tot rijkskanselier in een kabinet zonder NSDAP-meerderheid te benoemen. Von Papen en zijn bondgenoten werden echter al snel buitengesloten door Hitler en hij verliet de regering na de Nacht van de Lange Messen waarin enkele van zijn vertrouwelingen werden gedood door de nazi's.

## Politieke loopbaan voor de jaren 1930
Papen, stammend uit de Pruisische landadel, met o.a. de titel Erbsälzer zu Werl, doorliep een militaire carrière en was bij het uitbreken van de Eerste Wereldoorlog kapitein bij de generale staf. De keizerlijke regering zond hem als militair attaché naar de neutrale Verenigde Staten. Begin 1914 ging hij naar Mexico waar hij getuige was van de Mexicaanse Revolutie. Bij het uitbreken van de Eerste Wereldoorlog ging hij terug naar Washington D.C.. In 1917 werd hij uitgewezen op beschuldiging van ondermijnende activiteiten. De reactionaire katholiek Papen zat van 1920 tot 1932, met een korte onderbreking van 1928 tot 1930, in de Landdag van Pruisen voor de Zentrumspartei.

## Politieke loopbaan vanaf de jaren 1930
Papen werd in 1932 door rijkspresident Paul von Hindenburg tot rijkskanselier benoemd als opvolger van Heinrich Brüning. Hij voerde een autoritair bewind. Zijn kabinet had weinig steun bij parlement en bevolking en werd ook wel aangeduid met "baronnenkabinet", omdat bijna alle leden van adel waren. Een van de negatieve wapenfeiten uit zijn kanselierschap was het onder curatele stellen van de deelstaat Pruisen die door sociaaldemocraten geleid werd. Daarbij had hij de steun van Hitler en werd een belangrijk bolwerk van tegenstand al voor Hitlers  machtsovername uit de weg geruimd. Toen Hindenburg aan het einde van 1932 niet bereid was Papen de door hem gewenste dictatoriale volmachten te geven, nam hij ontslag en werd Kurt von Schleicher rijkskanselier. Papen, een goede bekende van Schleicher, speelde dubbelspel door in januari 1933 in een samenzwering tegen Schleicher contact met Hitler te zoeken en een regering te vormen. Hij meende de nationaalsocialisten wel onder de duim te kunnen houden als hij ze eenmaal in een nieuwe regering had opgenomen. Papen wist de tegenstribbelende Hindenburg over te halen om Hitler toch tot rijkskanselier te benoemen, wat plaatsvond op 30 januari 1933. Papen werd vice-rijkskanselier. Al snel namen de nationaalsocialisten de macht in de regering over en werden Papen en zijn conservatieve regeringsleden buiten spel gezet.

## Dubbelspel met nationaalsocialisten leidde tot buitenspel
Op 17 juni 1934 hield Papen een sensationele toespraak in Marburg, waarin hij stelde dat het eenpartijsysteem, met de samenwerking tussen conservatieven en nationaalsocialisten, mogelijk tot een einde zou kunnen komen. Hij hekelde daarin 'alle egoïsme, karakterloosheid, onoprechtheid, aanmatiging en gebrek aan ridderlijkheid'. Hij uitte zelfs kritiek op de valse 'persoonlijkheidscultus'. Hitler sloeg nog diezelfde dag terug. 'Dit is de gebalde vuist van de natie die iedereen zal neerslaan die het waagt om ook maar de kleinste poging tot sabotage te ondernemen'. Joseph Goebbels voorkwam dat de tekst van Papens toespraak werd gepubliceerd.

## Repercussies

### Vergeldingen door Hitler
Enkele weken na die bekende toespraak, werd Papen ternauwernood gespaard in de Nacht van de Lange Messen, waarschijnlijk omdat hij in de gunst stond bij Hindenburg. Hitler wilde hem in de Nacht van de Lange Messen van 1934 door de SS laten arresteren en vermoorden, maar bedacht zich. In 1938 dacht Hitler erover om Papen, die inmiddels Duits ambassadeur in Wenen was, te laten vermoorden door Oostenrijkse nationaalsocialisten. De marxistische sociaaldemocraten zouden hiervan de schuld krijgen en Hitler zou een excuus voor zijn bezetting hebben. Ook dit plan werd verworpen. Papen vernam beide plannen, maar hij bleef het Derde Rijk als diplomaat vertegenwoordigen tot dit in 1945 ineenstortte. In de laatste jaren van het Rijk stond hij echter onder huisarrest van de Gestapo.

### Vergeldingen door de Kerk
In 1939 werden al Papens ere-ambten bij de Heilige Stoel afgenomen door paus Pius XII. De paus, die in 1933 als Vaticaans diplomaat nog samen met Papen gewerkt had aan de totstandkoming van het Concordaat van Rome, zag hem nu als een gecompromitteerde katholiek die bij zijn medewerking aan het naziregime te ver was gegaan. Ondanks druk van Duitse zijde in 1940 weigerde Pius XII om Von Papen opnieuw te benoemen. Pas in 1959 kreeg Papen zijn eretitels bij het Vaticaan terug, door tussenkomst van paus Johannes XXIII, met wie hij in Istanboel bevriend was geraakt.

### Processen en veroordeling
Papen was een van de verdachten in het Proces van Neurenberg, maar werd vrijgesproken. Bij een Duitse rechtbank werd hij vervolgens wel tot acht jaar gevangenisstraf veroordeeld, maar hij kwam reeds in 1949 vrij.

## Politieke loopbaan na de coup van Hitler
Na de coup van Hitler was voortzetting van zijn politieke carrière in Duitsland onmogelijk geworden. In plaats daarvan werd hij ambassadeur in Oostenrijk. Toen deze functie door de Anschluss verviel, werd hij ambassadeur in Turkije. Met dit land wist hij in 1940 een vredesverdrag te bewerkstelligen.

## Lidmaatschapsnummers
- NSDAP-nr.: 5501100[6] (lid geworden 13 maart 1938)

## Onderscheidingen
- Gouden Ereteken van de NSDAP op 13 maart 1938[6]
- Orde van de Rode Adelaar, 4e Klasse met Kroon en Zwaarden
- IJzeren Kruis 1914, 1e Klasse en 2e Klasse
- Ridder in de Orde van het Heilig Graf van Jeruzalem
- Ridder in de Orde van Malta[7]
- Erekruis voor Frontstrijders in de Wereldoorlog
- Grootkruis in de Orde van Pius in 1933
- Ridderkruis van het Kruis voor Oorlogsverdienste[8]
- Commandeuren-Grootkruis in de Orde van Vasa in 1938